# 帝人事件

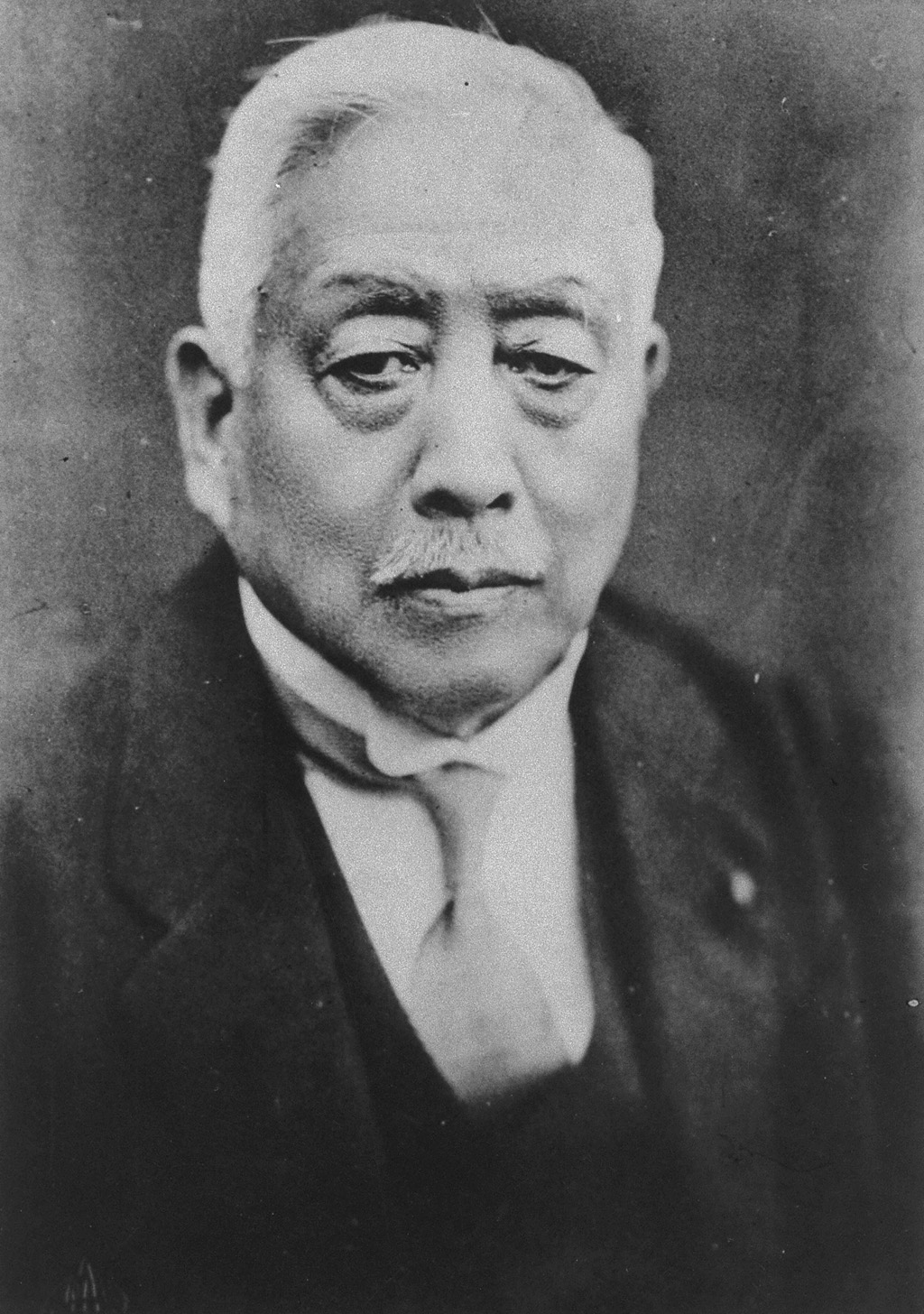
斎藤実

帝人事件（ていじんじけん）は、戦前の1934年（昭和9年）に起こった疑獄事件。齋藤内閣総辞職の原因となったが、起訴された全員が無罪となった。

## 経緯
帝国人造絹絲株式会社（現:帝人）は鈴木商店の系列であったが、1927年（昭和2年）の恐慌で鈴木商店が倒産すると、帝人の株式22万株は台湾銀行の担保になった。業績が良好で株価が上がったため、この株をめぐる暗躍が起こっていた。元鈴木商店の金子直吉が株を買戻すため、文部大臣鳩山一郎や、「番町会」という財界人グループに働きかけ、11万株を買戻した。その後帝人が増資を決定したため、株価は大きく値上がりした。
番町会は関東大震災の前頃に河合良成、岩倉具光、後藤圀彦が、懇意の郷誠之助男爵の番町の自宅を訪れ食事を共にする会として設立した。
1934年（昭和9年）1月17日、『時事新報』（武藤山治社長）が「番町会」を批判する記事「番町会問題をあばく」を掲載、その中で帝人株をめぐる贈収賄疑惑を取り上げた。
議会で関連を追及された鳩山は「明鏡止水の心境」と述べ、これが辞任の意思表示だと報道されたため、嫌気がさして辞任した。なお、同年3月に武藤の射殺事件が起きたが、本事件との関係は不明である。

### お鯉事件
立憲政友会の代議士岡本一巳は1934年3月7日、東京憲兵隊に小山松吉司法大臣を始め東株取引員の沼間敏朗及び小林武次郎他2名に対し涜職の告発をした。小林が1928年に日本共産党三・一五事件のシンパとして検挙された際、当時検事総長であった小山法相らが待合遊びの饗応を受けて刑の軽減を図ったというもので、桂太郎の愛人で待合鯉住の女将お鯉こと安藤照女が自ら証人に立つなどし、謎の事件として注目された。しかし取り調べの結果、人違いによる無実の告発とされ、もって岡本は誣告と偽証教唆罪、安藤は偽証罪として4月2日に逮捕され、予審の結果どちらも有罪となった。

### 起訴・齋藤内閣総辞職
その後、帝人社長や台湾銀行頭取、番町会の永野護、大蔵省の次官・銀行局長ら全16人が起訴された。これにより政府批判が高まり、同年7月3日に齋藤内閣は総辞職した。
起訴された人物は次のとおり。
- 島田茂（台湾銀行頭取） - 背任・涜職容疑
- 永野護（山叶証券取締役・帝人取締役） - 背任・涜職容疑
- 高木復亨（帝人社長） - 背任・涜職容疑
- 柳田直吉（台湾銀行理事） - 背任・涜職容疑
- 越藤恒吉（台湾銀行整備課長） - 背任・涜職容疑
- 岡崎旭（帝人常務） - 背任・涜職容疑
- 長崎英造（旭石油社長） - 背任・涜職容疑
- 小林中（富国徴兵保険支配人） - 背任・涜職容疑
- 河合良成（日華生命専務・帝人監査役） - 背任容疑
- 黒田英雄（大蔵次官） - 涜職容疑
- 大久保偵次（大蔵省銀行局長） - 涜職容疑
- 大野龍太（大蔵省特別銀行課長） - 涜職容疑
- 相田岩夫（大蔵省銀行検査官・台湾銀行管理官） - 涜職容疑
- 志戸本次朗（大蔵省銀行検査官補） - 涜職容疑
- 中島久万吉（商工大臣） - 涜職容疑
- 三土忠造（鉄道大臣） - 偽証容疑

なお、事件の逮捕者の勾留期間は200日に及んだが、商行為の株売買があるだけで、賄賂に使われたといわれる帝人株1300株は事件が起きる前の1933年（昭和8年）6月19日以来、富国徴兵保険会社の地下の大金庫の中に入ったままになっているなど犯罪の痕跡がどこにもなかった。

### 無罪判決
裁判は1935年（昭和10年）6月22日に東京刑事地方裁判所にて開廷（裁判長は藤井五一郎）、16人の被告はいずれも罪状を否認した。
1936年の二・二六事件の元総理大臣斎藤実暗殺と、11月の日独防共協定締結を挟んで、1937年（昭和12年）には起訴された全員が第一審で無罪となり確定した。この時左陪審として判決を起案したのは大日本武徳会の石田和外（のち最高裁判所長官）であった。
公判を通じて三土は「司法ファッショ」として、検察による強引な取調べ手法を厳しく批判した。

## 背景
法曹会・司法省
帝国弁護士会は斎藤内閣総辞職に併せるように1934年7月、ワシントン海軍軍縮条約の廃止通告を求める声明を発表し、もって日本政府に条約を廃止させ、世界的軍拡時代を決定づけた。小山松吉司法大臣は事件渦中の、1934年及び1936年、『ナチスの刑法』、『ナチスの法制及び立法綱要』など、ナチス主義者の翻訳論文を司法省から公刊した。
枢密院副議長 平沼騏一郎
司法官僚出身で当時枢密院副議長の平沼騏一郎は五・一五事件で暗殺された犬養毅の後継内閣総理大臣の地位を狙っていたが、後継の推薦権がある元老・西園寺公望からその志向をファシズム的であるとして嫌われ、推薦候補にすら上らず、また枢密院議長昇格の要望も西園寺の反対で副議長のまま置かれていた。このため、西園寺とこれを支持する立憲政友会主流派（但し、同党総裁であり平沼直系の鈴木喜三郎も西園寺により後継総理就任を阻止されていた。）を深く恨んで、同党内部の不満分子を抱き込みながら捜査を進めていったという。
政友会の内紛
歴史学者の佐々木隆は「この事件は一般に平沼の使嗾を受けた若手検事が捏造したものといわれているが、これには「西園寺公と政局」の「平沼陰謀説」的な先入観が多分に混入しているものと思われ、平沼が何処まで関与していたかは判らないというべきである」「この事件は元来政友会の内紛として発生し、そこに明糖事件空洞化に対する検事の不満や、軍、右翼等の様々思惑が雪崩込んで肥大したとみるべきであり、最初から諸勢連合の「大陰謀」が計画されていたとみるのは穿ち過ぎである」としている。
政友会の内紛というのは、中島商相が斡旋し、鳩山一郎（政友会主流派）が主導した政友会・民政党による政民連携運動に対し、政友会非主流派であった久原房之助が党内主導権を奪うために、この政友会・民政党連携運動を潰そうとしたことを指す。政友会・民政党連携運動を斡旋した中島商相は足利尊氏問題で辞任を余儀なくされ、鳩山一郎も久原派代議士による疑獄暴露（五月雨演説事件）により攻撃を受けている。。
のちに河井信太郎が帝人事件を評して、次のように語っている。
「塩野季彦司法大臣の大英断により控訴を断念したが、検事が証拠品の検討を怠っていたことが無罪の致命傷になった。掛物によく描かれている、水の中の日影を猿が藤蔓につかまってしゃくろうとしている画になぞらえて、影も形もないものを一生懸命にすくい上げようとしているのが検察の基礎であって、検察には争うことができなかった。」

## 関連書籍
- 『帝人事件2（今村力三郎訴訟記録）』　専修大学今村法律研究室
- 野中盛隆『帝人疑獄』（千倉書房、1935年）
- 河合良成『帝人事件─三十年目の証言』（講談社、1970年）
- 菅谷幸浩「帝人事件から国体明徴声明へ」（筒井清忠編『昭和史講義２─専門研究者が見る戦争への道─』筑摩書房、2016年）
- 菅谷幸浩『昭和戦前期の政治と国家像─「挙国一致」を目指して─』（木鐸社、2019年）
- 菅谷幸浩「帝人事件」（筒井清忠編『昭和史研究の最前線─大衆・軍部・マスコミ、戦争への道─』朝日新聞出版、2022年）
- 松浦正孝『財界の政治経済史――井上準之助・郷誠之助・池田成彬の時代』（東京大学出版会, 2002年）